# AN/APG-79
AN/APG-79は、レイセオン社がF/A-18E/F スーパーホーネット向けに開発したパルス・ドップラー・レーダー。主として戦闘機の火器管制レーダーとして使用される。開発当初の名前はAN/APG-73 RUG III。

## 概要
AN/APG-79は、AN/APG-73のフロントエンド部を、アクティブ・フェーズドアレイ（AESA）化したもので、約1,100個のヒ化ガリウム（GaAs）製T/R モジュール（モノリシックマイクロ波集積回路と電波発信素子で構成）を備えている。フロントアレイ部は敵レーダー波を正面に送り返すのを防ぐため、アンテナは斜め上に向けて取り付けている。
AN/APG-79は電子走査式であるため、瞬時に照射方向を変える事ができ、同時に多数の目標に向けてAIM-120 AMRAAMを発射することが可能であり、空対空・空対地モードを同時使用も可能である。また、ラファールなどのRCSの小さい目標や空対空ミサイルにも高い探知能力を持ち、高いECCM能力も備える。
動作モードとしては、リアルビーム・マッピング、合成開口レーダー、空対空捜索/追跡、海面捜索、地上移動目標識別、捜索中追尾などのモードを備える。また、インターリーブ機能も持っており、F/A-18Fの場合、前後席で独立して別モードの運用を行うことも可能である。
AN/APG-79は、高出力マイクロ波を用いた簡易的な電子妨害を行うことが可能な点が特徴として挙げられる。搭載機は、この機能により敵航空機の電子機器を誤作動あるいは破壊したりすることが可能である。また、COTSの導入によりコストダウンも達成している。
2016年11月には、目標同定分類アルゴリズムの向上契約が海軍とレイセオンとの間で結ばれた。

## 派生型
派生型としてF/A-18C/D ホーネットのアップグレード用のAN/APG-79(V)XとAN/APG-79(V)4がある。AN/APG-79(V)XはF/A-18C/Dで2010年にフィットチェックを実施、2014年に再び提案したが、海兵隊の興味を引くことはできなかった。レイセオンはその後も開発を続け2015年1月12日に飛行試験が行った。その後レイセオンはAN/APG-79(V)Xとは別にAN/APG-79(V)4を開発、F/A-18C/Dへの適合チェックを2018年6月に実施したことを認めた。

## 搭載機
- F/A-18E/F スーパーホーネット Block 2
- EA-18G グラウラー